# タヴリダ県

県旗

タヴリダ県（ロシア語: Таврическая губерния）はロシア帝国の県の一つ。現在のロシア連邦南西部とクリミアの地域に相当する。県庁所在地はシンフェロポリ。

## 語源
「タヴリダ（Таврида）」という名称は、ギリシア語でクリミア半島を指す古名タウリカ（Ταυρίς, Ταυρίδα）に由来し、日本語ではタヴリーダ、タウリダとも表記される。タヴリダという雅名は、ターヴリカ（Таврика；Тавріка）、ターヴリヤ（Таврия；Таврія）とも呼ばれる。

## 地理
タヴリダ県の面積は約40,000km²であり、このうち約24,000 km²がクリミア半島以外の領域からなる。1906年の統計では総人口160万人と推計されている。県内の人口の大半はウクライナ人(42％)、ロシア人（28％）、クリミア・タタール人（14％）であるが、少数民族としてドイツ人（5％）、ユダヤ人（4％）、ブルガリア人（3％）、ギリシア人（1％）などが含まれる。また、クリミア半島部では、クリミア・タタール人、ロシア人とウクライナ人が多数派を構成しており、少数民族としてドイツ人、ギリシア人、カライム人がいた。
県内の主要都市は、クリミア半島のシンフェロポリ、セヴァストポリ、フェオドシヤ、バフチサライ、ヤルタ、半島外のアレシュキ（オレシュキ；現ツュループィンシク）、ベルジャンスク、メリトーポリなどがある。

## 歴史
タヴリダ県の領域は、1783年に、エカチェリーナ2世によりロシアに併合されたクリミア・ハン国の領域を引き継いでいる。1802年に県行政が施行され、8郡からなるタヴリダ県が設置された。
ロシア10月革命により、1918年にタヴリダ県は廃止され、「タヴリダ・ソビエト社会主義共和国（Советская Социалистическая Республика Тавриды）」が設置された。1921年には、クリミア半島部はロシア・ソビエト連邦社会主義共和国配下の「クリミア自治ソビエト社会主義共和国」に、半島外の領域は、ウクライナ・ソビエト社会主義共和国に分割された。
2013年時点では、クリミア半島部はウクライナのクリミア自治共和国、半島外部はウクライナのヘルソン州、ザポロージエ州となっている。ただし、半島は2014年クリミア危機以降、ロシアがクリミア共和国として実効支配している。また、ヘルソン・ザポロージエ両州は、2022年ロシアのウクライナ侵攻(特別軍事作戦)とそれに伴う領土併合宣言以降、ロシアがヘルソン州 (ロシア連邦)、ザポロージェ州 (ロシア連邦)として実効支配している(ウクライナが設置した州と名称はほぼ変わらないが、ロシアの連邦構成主体として扱われる)。